# Soroca (pevnost)
Pevnost Soroca (rumunsky: Cetatea Soroca) je středověká pevnost v dnešním městě Soroca, v Moldavsku. Založil ji moldavský kníže Štěpán III. Veliký v roce 1499, aby bránila brod přes Dněstr. Původní pevnost byla dřevěná. V letech 1543 až 1546 za vlády Petru Rareşe byla pevnost přestavěna na kamennou, s pěti symetricky rozmístěnými baštami. Ačkoli není známo přesně jak, zdá se, že architektura pevnosti byla ovlivněna západoevropskými zkušenostmi. Během velké turecké války síly Jana III. Sobieského úspěšně ubránily pevnost proti Osmanům. Měla zásadní vojenský význam i během rusko-turecké války v letech 1710–1713. Pevnost byla vypleněna Rusy v rusko-turecké válce v letech 1735–1739. V polovině 20. století zbývaly z pevnosti jen ruiny, ale v 50. a 60. letech 20. století byla rekonstruována. Celá stavba má průměr 30 metrů, věže 4 metry. Každá věž má čtyři patra, z nichž dvě spodní sloužila dělostřelectvu. Stěny jsou silné 3 metry. Přes všechny tyto vlastnosti byla pevnost už v době svého vzniku zastaralá, z důvodu rozšíření střelného prachu.